# Lagotis takedana
Lagotis takedana är en grobladsväxtart som beskrevs av Kingo Miyabe och Tatewaki. Lagotis takedana ingår i släktet Lagotis och familjen grobladsväxter. Inga underarter finns listade i Catalogue of Life.